# Ernst Thälmann – Führer seiner Klasse
Pour plus de détails, voir Fiche technique et Distribution.
Ernst Thälmann – Führer seiner Klasse (« Ernst Thälmann, guide de sa classe » en français) est un film allemand de 1955 réalisé par Kurt Maetzig et produit par la DEFA de République démocratique allemande.
Ce film de propagande montre la vie d'Ernst Thälmann, homme politique communiste allemand et fait suite à Sohn seiner Klasse, sorti l'année précédente.

## Synopsis
L'action commence en 1930 et se termine par l'assassinat de Thälmann en 1944.
Les travailleurs allemands s'unissent face aux nazis, mais lorsque Hitler prend le pouvoir, Thälmann est mis en prison pour onze années qu'il supporte avec héroïsme.
Un personnage important, Fiete Jansen, ami de Thälmann et qui avait combattu à ses côtés, prend part à la Guerre d'Espagne. Par la suite, il s'engage dans l'Armée rouge pour mettre fin rapidement au régime fasciste.

## Fiche technique
- Titre : Ernst Thälmann – Führer seiner Klasse
- Réalisation : Kurt Maetzig assisté de Günter Reisch et de Konrad Wolf
- Scénario : Michael Tschesno-Hell (de), Willi Bredel
- Musique : Wilhelm Neef (de)
- Direction artistique : Otto Erdmann[Lequel ?], Willy Schiller (de)
- Costumes : Gerhard Kaddatz
- Photographie : Horst E. Brandt (de), Karl Plintzner
- Son : Erich Schmidt
- Montage : Lena Neumann (de)
- Production : Adolf Fischer
- Sociétés de production : DEFA
- Société de distribution : Progress Film-Verleih (de)
- Pays d'origine :  Allemagne de l'Est
- Langue : allemand
- Format : Couleurs - 1,33:1 - Mono - 35 mm
- Genre : biographie, Histoire
- Durée : 140 minutes
- Date de sortie :
  - RDA : 7 octobre 1955.

## Distribution
- Günther Simon : Ernst Thälmann
- Hans-Peter Minetti : Fiete Jansen
- Karla Runkehl (de) : Änne Jansen
- Paul R. Henker (de) : Robert Dirhagen
- Hans Wehrl (de) : Wilhelm Pieck
- Karl Brenk (de) : Walter Ulbricht
- Gerd Wehr : Wilhelm Florin (de)
- Walter Martin (de) : Hermann Matern
- Theo Shall : Marcel Cachin
- Georges Stanescu : Georgi Dimitrov
- Nikolaï Krioutchkov : Le colonel de char soviétique
- Carla Hoffmann : Rosa Thälmann
- Angela Brunner (de) : Irma Thälmann (de)
- Erich Franz (de) : Arthur Vierbreiter
- Erika Dunkelmann (de) : Martha Vierbreiter
- Raimund Schelcher : Krischan Daik
- Herbert Richter (de) : Kruczinski
- Michel Piccoli : Maurice Rouger
- Wilhelm Koch-Hooge (de) : Hauptmann Schröder
- Paul Pfingst : Kulle
- Fritz Diez : Adolf Hitler
- Kurt Wetzel : Hermann Göring
- Hans Stuhrmann : Joseph Goebbels
- Walter Jupé (de) : Diebold
- Werner Peters : Quadde
- Fred Kötteritzsch : Franz von Papen
- Hanns Anselm Perten (de) : Le propriétaire terrien
- Frithjof Rüde (de) : Le général
- Martin Flörchinger (de) : Le délégué de la Sarre
- Gerry Wolff : Le délégué de la Sarre
- Fred Delmare : Un soldat
- Jochen Thomas (de) : Un mineur
- Albert Hetterle (de) : Un mineur
- Steffie Spira (de) : Une passante
- Joachim Tomaschewsky (de) : Un passant

## Accueil critique
Le Lexikon des internationalen Films évoque un film « truffé d'erreurs et de falsifications historiques ; de plus, la mise en scène est encore plus schématique et en toc que la première partie. Le film, une auto-affirmation du SED qui se considérait comme l'exécuteur des nobles idéaux de Thälmann, est dans le meilleur des cas intéressant comme preuve documentaire des principes du réalisme socialiste ».

### Récompenses
- Festival international du film de Karlovy Vary 1956 : Prix d'interprétation masculine pour Günther Simon.